# Shohratgarh
Shohratgarh è una suddivisione dell'India, classificata come nagar panchayat, di 8.336 abitanti, situata nel distretto di Siddharthnagar, nello stato federato dell'Uttar Pradesh.